# Phyllachora whetzelii
Phyllachora whetzelii är en svampart. Phyllachora whetzelii ingår i släktet Phyllachora och familjen Phyllachoraceae.

## Underarter
Arten delas in i följande underarter:
- macrospora
- whetzelii